# La Houblonnière

La Houblonnière este o comună în departamentul Calvados, Franța. În 1 ianuarie 2022 avea o populație de 325 de locuitori.